# Древние Афины
Афи́ны (др.-греч. Αθήναι) — древнегреческий полис в Аттике, игравший с V века до н. э., наряду со Спартой, ведущую роль в истории классической Греции. В Афинском государстве сформировались античные направления философии, искусство театра и первая демократическая форма власти.
Археологическое изучение Древних Афин началось в 1830-х годах, однако раскопки приобрели систематический характер только с образованием в Афинах в 1870—1880-е годы французской, немецкой и британской археологических школ. Сохранившиеся до наших дней литературные источники и археологический материал помогают воссоздать историю афинского полиса. Основным литературным источником по истории Афин периода формирования государства является «Афинская полития» Аристотеля (IV век до н. э.).

## Становление Афинского государства

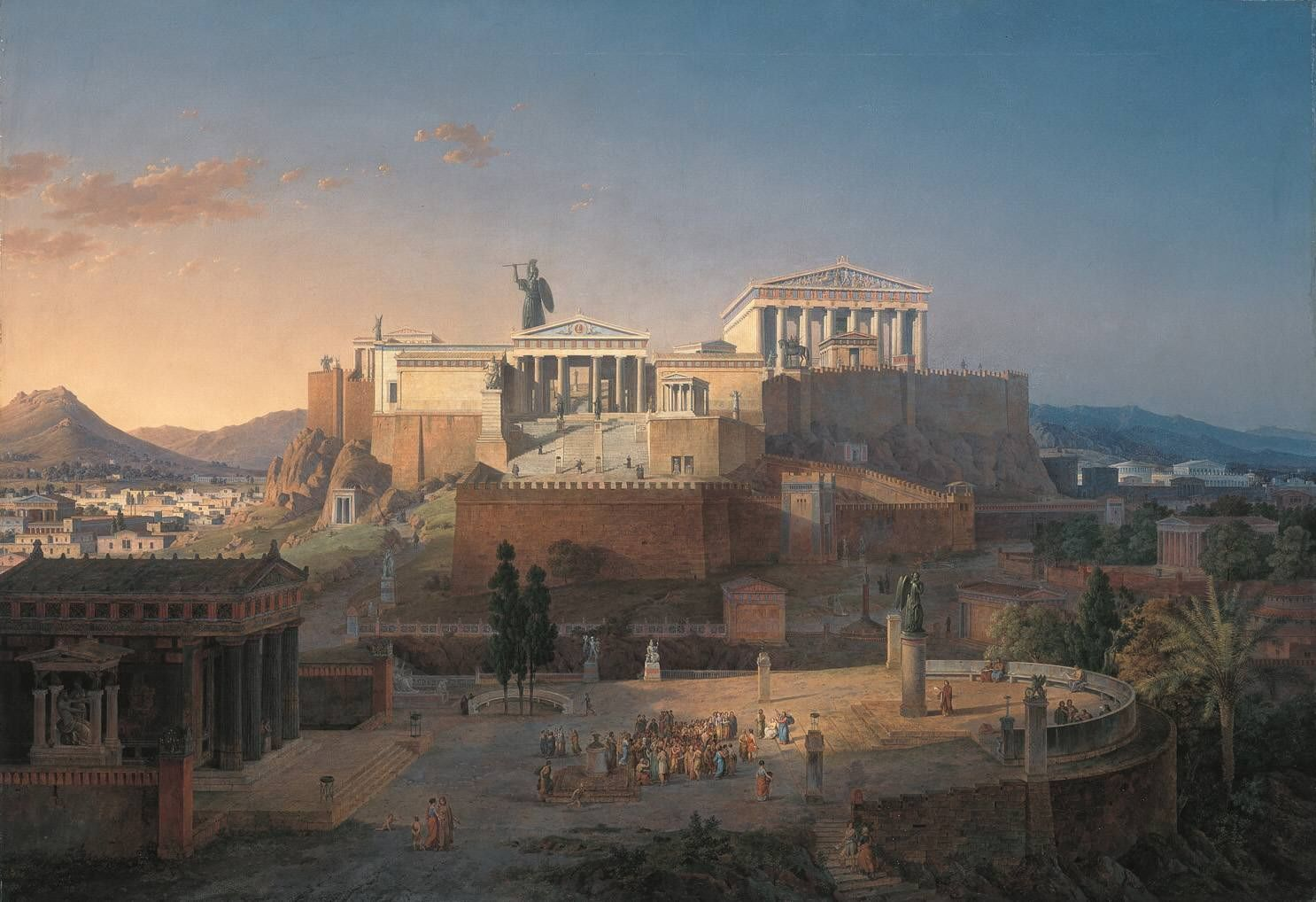
Афинский акрополь, реконструкция Лео фон Кленце 1846 года

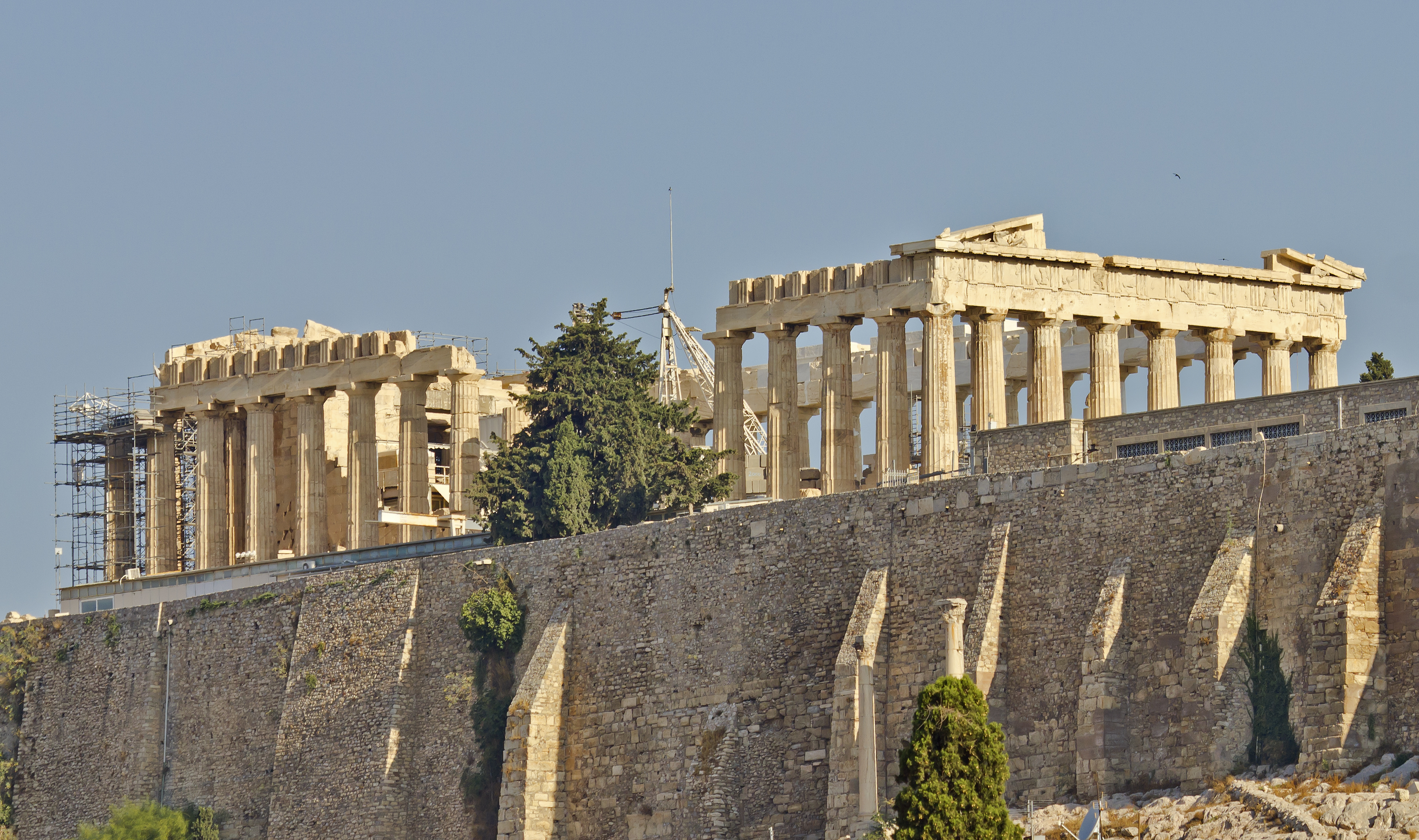
Парфенон — главное святилище города, посвящённое богине Афине Парфенос, шедевр золотого века Перикла

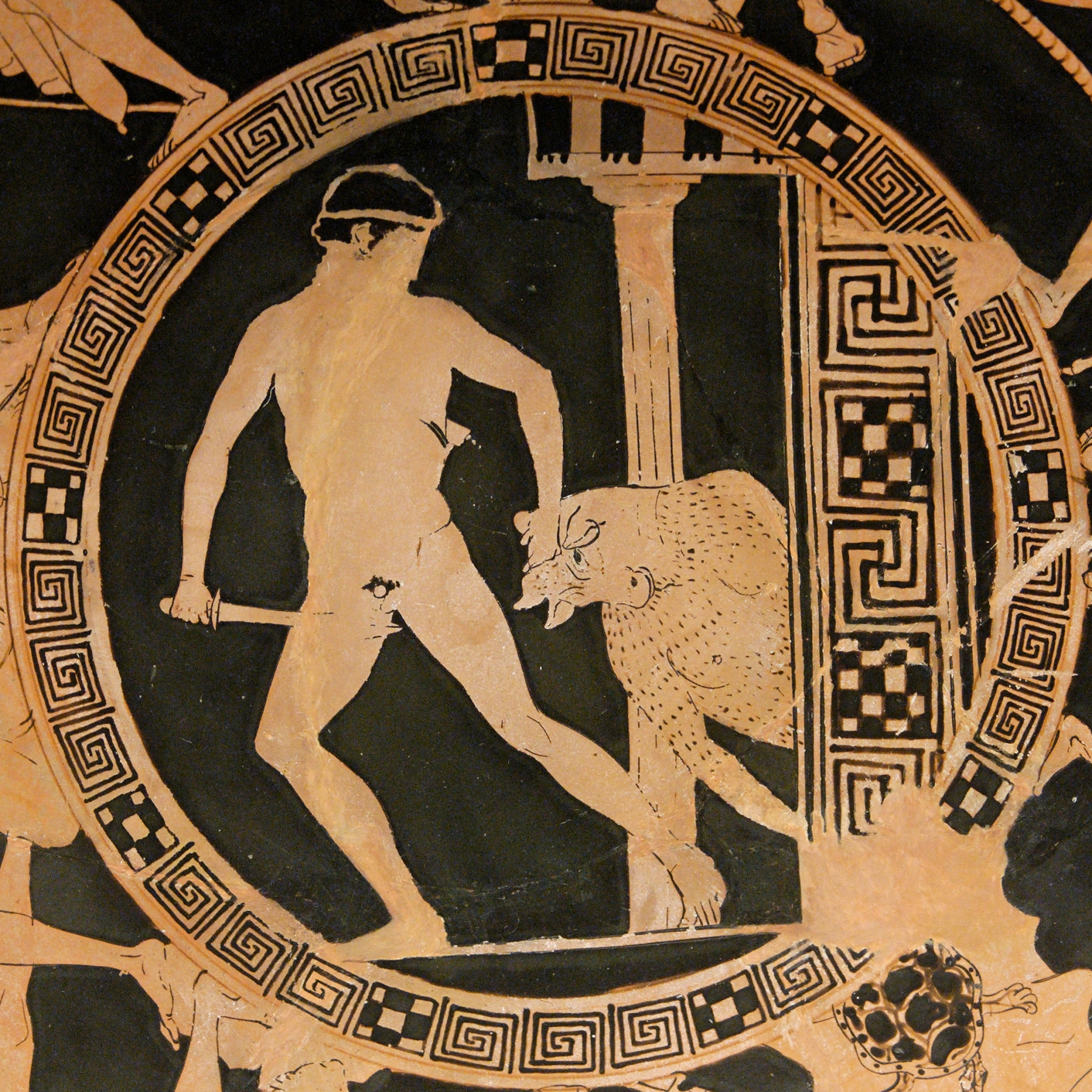
Борьба Тесея с Минотавром

Как писал Энгельс, возникновение Древних Афин явилось типичным примером формирования государства в чистом виде, без воздействия внешнего и внутреннего насилия и непосредственно из родового общества.
По эллинской традиции, афинский полис возник в результате так называемого синойкизма — объединения обособленных родовых общин Аттики вокруг Афинского акрополя. Проведение синойкизма древнегреческое предание приписывает полумифическому царю Тесею, сыну Эгея (по традиции около XIII века до н. э.; в действительности же процесс синойкизма протекал на протяжении нескольких столетий с начала 1-го тысячелетия до н. э.). Тесею приписывается введение древнейшего строя афинской общины, разделение её населения на эвпатридов, геоморов и демиургов. Постепенно в руках родовой аристократии (то есть эвпатридов) сосредоточивались крупные земельные наделы, в зависимость от неё попадала большая часть свободного населения (мелких земельных собственников); росла долговая кабала. Несостоятельные должники отвечали перед кредиторами не только своим имуществом, но и личной свободой и свободой членов своей семьи. Долговая кабала служила одним из источников рабства, которое приобретало уже значительное развитие. Наряду с рабами и свободными в Афинах существовал промежуточный слой — так называемые метеки — лично свободные, но лишённые политических и некоторых экономических прав. Сохранялось и старое разделение демоса на филы, фратрии и роды. Управлялись Афины девятью архонтами, которые ежегодно избирались из числа аристократов, и ареопагом — советом старейшин, который пополнялся архонтами, уже отбывшими срок полномочий.

## Первые реформы. Эпоха Солона
С ростом имущественного неравенства углублялись социально-экономические противоречия и обострялась борьба между родовой аристократией и демосом, добивавшимся уравнения в правах, передела земли, аннулирования долгов и отмены долговой кабалы. В середине VII века до н. э. аристократ Килон предпринял неудачную попытку овладеть властью. Около 621 года до н. э. при архонте Драконте были впервые записаны законодательные обычаи, которые несколько ограничили произвол судей-аристократов. В 594—593 годах до н. э. под давлением демоса Солоном были проведены реформы: они существенно изменили весь строй социально-политической жизни Афин, в результате чего уничтожена долговая кабала, впредь запрещена продажа граждан за долги в рабство, аннулированы поземельные долги (которые тяготели над мелкими земледельцами), установлена свобода завещания, что способствовало развитию частной собственности; учреждён новый государственный орган — Совет четырёхсот, осуществлён ряд мероприятий, которые поощряли ремесло и торговлю. Солону приписывается также разделение всех граждан имущественным цензом на 4 разряда: пентакосиомедимны, гиппеи, зевгиты, феты, принадлежность к которым стала теперь определять их права и обязанности перед государством. Также Солон реформировал аттический календарь, введя систему октаэтерид. Однако социально-политическая борьба не прекратилась. Реформами были недовольны как крестьяне, не достигшие передела земли, так и родовая знать, утратившая прежнее привилегированное положение.

## Афинский государственный строй

Афинская демократия, 510 до н. э. — 322 до н. е.

### Афинская демократия

#### Общая характеристика
Афинская демократия не была полноценной прямой демократией. Система управления полисом включала в себя как аристократические (на практике, олигархические), так и демократические институты. Так, к первым относился ареопаг, существовавший на протяжении практически всей истории демократических Афин, который контролировал принимавшиеся народными органами законы и следил за сохранением благообразия нравов. К наиболее демократическим органам относилась экклесия, а также Совет пятисот (временно — четырёхсот). Последний был представительным органом, который составляли по 50 человек от каждой филы, выражавшие интересы населения этих территорий. Кроме того, в Афинах в принципе не прекращалась вражда между партией демократов и знати, которая в некоторые моменты ставила полис в опасное положение.
По данным К. Раафлауба в тот период был крайне незначительный уровень урбанизации Аттики (общая численность населения которой не превышала 300 тысяч человек) и поэтому нельзя говорить о массах городского населения. Малочисленность городского населения в архаический и классический период Древней Греции не позволила афинской демократии превратиться во власть неорганизованной толпы, а все решения принимались организованными полисными структурами власти, а не стихийными прихотями толпы.
Афинская демократия предполагала участие в управлении государством только полноценных граждан. При этом, таковыми не являлись женщины и метэки. Кроме того, демократия в Афинах была рабовладельческой.

#### Основные вехи развития

##### Эпоха Писистрата и Клисфена
Около 560 года до н. э. в Афинах состоялся политический переворот: установилась тирания Писистрата, проводившего политику в интересах крестьянства и торгово-ремесленных слоёв демоса против родовой знати. При нём Афины добились больших внешнеполитических успехов: распространили своё влияние на ряд островов Эгейского моря, укрепились на обоих берегах Геллеспонта. Афины разрослись, украсились новыми зданиями и статуями. В городе сооружён водопровод. В правление Писистрата и его сыновей приглашались ко двору лучшие поэты. После смерти Писистрата в 527 году до н. э. власть перешла к его сыновьям Гиппию и Гиппарху, но как и во всей Греции, тирания в Афинах оказалась кратковременной: Гиппарх был убит заговорщиками, а Гиппий — свергнут в 510 году до н. э. Попытка родовой знати захватить власть вызвала в 508 году до н. э. восстание демоса, возглавленное Клисфеном. Одержанная победа была закреплена реформами: прежние 4 родовые филы заменены 10 новыми, построенными по территориальному признаку. Созданы новые органы управления: Совет пятисот и коллегия 10 стратегов. В результате реформ Клисфена уничтожены последние пережитки родового строя, завершился процесс становления государства как аппарата господства класса рабовладельцев.

##### Греко-персидские войны
В греко-персидских войнах (500—449 до н. э) Афинам принадлежала ведущая роль. Они одни из немногих греческих полисов поддержали восстание ионийских городов, одержали блестящую победу над персами под Марафоном (490 до н. э) (см. Марафонская битва), одни из первых вступили в оборонительный союз греческих государств. Битва при Саламине (480 до н. э.), которая стала переломным моментом в ходе войны, состоялась именно по инициативе афинян и, прежде всего, благодаря им и стратегу Фемистоклу завершилась полным разгромом флота персов. Не менее значительной была роль Афин в 479 до н. э. в битве при Платеях и при мысе Микале. В последующие годы Афины, возглавившие Делосский союз (вскоре фактически превратился в Афинскую морскую державу — Афинскую архе), целиком взяли руководство военными действиями в свои руки.
В это время Афины вступили в период наибольшего подъёма. Пирей (гавань Афин) стал местом скрещения торговых путей многих стран древнего мира. На базе развитого ремесла, торговли и мореплавания, в обстановке острой борьбы между олигархическим (возглавляемыми Аристидом, затем Кимоном) и демократическим (возглавляемыми Фемистоклом, позже Эфиальтом и Периклом) группировками в Афинах утвердился наиболее прогрессивный для того времени государственный строй античной рабовладельческой демократии — Афинской демократии, что достигла наивысшего расцвета в эпоху правления Перикла (стратег в 444/443 — 429 годы до н. э). Верховная власть перешла к Народному собранию, все остальные органы им подчинялись, судопроизводство осуществлялось в суде присяжных — гелиэя — избиравшихся из граждан по жребию. За выполнение государственных обязанностей после избрания устанавливалось вознаграждение из казны, что открывало реальную возможность политической деятельности и перед малообеспеченными гражданами. Был установлен также теорикон — выдача денег гражданам на посещение театра. Увеличенные расходы на все это покрывались за счёт налога — фороса, который должны были регулярно выплачивать союзные города, входившие в архе.

### Рабовладельческий строй
В Афинах рабы зачастую жили в гораздо более мягких условиях, чем в других полисах. Они были активно вовлечены в ремесленное производство (в этот период в Афинах развивались рабовладельческие ремесленные предприятия), могли быть приближены к семье владельца, если особо отличились своими стараниями. Кроме того, далеко не всегда афиняне принуждали рабов к работе силой. Нередко они получали определённое вознаграждение за добросовестный труд — более качественную пищу, одежду, похвалу и расположение хозяина. При этом, в большинстве своём афиняне содержали у себя не более двадцати рабов, которые выполняли бытовые обязанности, земледельческую работу, а порой могли стать полноценными товарищами для хозяина.
Помимо рабов, принадлежавших отдельным гражданам, в Афинах существовала и категория государственных рабов. Они находились на государственном обеспечении и были вовлечены в различные общественные работы, в основном касавшиеся городского строительства. Кроме того, они выполняли функции охраны порядка, в том числе играли роль своего рода полиции, а также могли участвовать в надзоре за исполнением приговоров суда.
Рабов привлекали и к наиболее тяжёлым работам — пахоте, работе в каменоломнях и на рудниках. При этом, к подобному тяжёлому труду могли быть приставлены как государственные рабы, так и частные, которые сдавались как бы в аренду на прииски.

## Афинская гегемония
На вторую половину V века до н. э. приходится период величайшего культурного расцвета Афин — так называемый золотой век Перикла. В Афинах жили и творили выдающиеся учёные, художники и поэты, в частности историк Геродот, философ Анаксагор, скульптор Фидий, поэты Эсхил, Софокл, Еврипид, сатирик Аристофан. Политическому и судебному красноречию афинян подражали ораторы всех греческих городов. Язык афинских писателей — аттический диалект — получил повсеместное распространение, стал литературным языком всех эллинов. В Афинах велось огромное строительство: по системе Гипподама Пирей перестроен и соединён так называемыми длинными стенами с городскими укреплениями в единое оборонительное укрепление, было завершено строительство основных сооружений, составивших ансамбль Афинского акрополя — шедевра мировой архитектуры. Храм Парфенон (построен в 447—438 до н. э. архитекторами Иктином и Калликратом), статуи работы Фидия и другие произведения афинского изобразительного искусства 5 века служили образцами для многих поколений художников последующих веков.

## Пелопоннесская война. Под властью Македонии

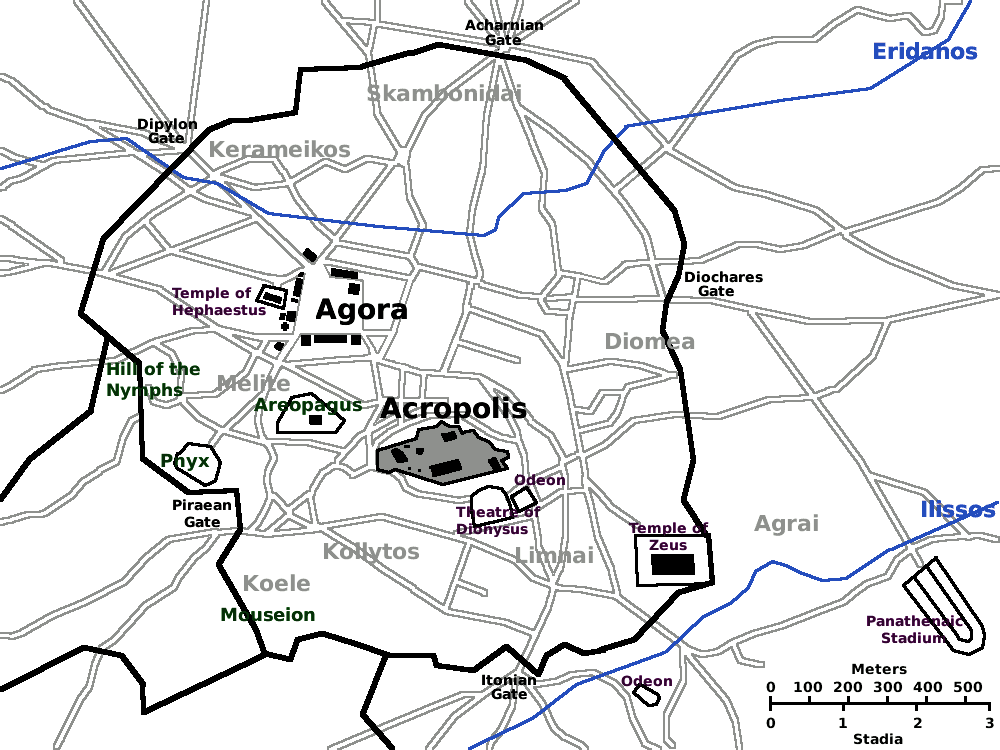
План Афин в период наивысшего расцвета — около 430 до н. э., накануне Пелопоннесской войны

Однако «золотой век» продолжался сравнительно недолго. Благополучие афинских граждан базировалось не только на эксплуатации рабов, но и на эксплуатации населения союзных городов, которые порождали постоянные конфликты внутри Афинской архе. Конфликты эти усугублялись безудержным стремлением Афин к расширению сферы своего политического и экономического господства, что привело к столкновениям с другими группировками греческих полисов, в которых преимущество имели олигархические порядки — Пелопоннесским союзом, возглавляемым Спартой. В конечном счёте противоречия между этими группировками привели к губительной для всей Греции Пелопоннесской войне (431—404 до н. э) — крупнейшей войне в истории Древней Греции. Потерпев в ней поражение, Афины уже навсегда утратили своё ведущее положение в Греции. В первой половине IV века до н. э. Афинам время от времени удавалось улучшать своё положение и даже достигать успехов. Так, в ходе Коринфской войны 395—387 до н. э. Афинам, в значительной мере на персидские субсидии, удалось возродить свой флот и восстановить укрепления вокруг города (срыты по условиям капитуляции 404 до н. э). В 378—377 годах до н. э. возродился, правда в суженном виде, Афинский морской союз, который просуществовал недолго. После поражения в битве при Херонее в 338 до н. э. в составе антимакедонской коалиции, возглавляемой афинским политическим деятелем Демосфеном, Афины, как и остальные греческие полисы, должны были подчиниться гегемонии Македонии.

## Эллинистическая эпоха
В период эллинизма, когда Греция стала ареной борьбы между крупными эллинистическими государствами, положение Афин неоднократно менялось. Были кратковременные периоды, когда им удавалось добиться относительной независимости, в других случаях в Афины вводились македонские гарнизоны. Вероятно, наиболее губительным в тот период для Афин было поражение в Хремонидовой войне от македонского царя Антигона II. В 146 году до н. э., разделив участь всей Греции, Афины подпали под власть Рима; находясь на положении города-союзника (лат. civitas foederata), они пользовались лишь фиктивной свободой. В 88 году до н. э. Афины примкнули к антиримскому движению, поднятому понтийским царём Митридатом VI Евпатором. В 86 году до н. э. войско Луция Корнелия Суллы взяло город штурмом и разграбило его. Из уважения к могучему прошлому Афин Сулла сохранил им фиктивную свободу. В 27 году до н. э. после образования римской провинции Ахайя, Афины вошли в её состав. В III веке н. э, когда Балканская Греция начала подвергаться вторжениям варваров, Афины пришли в полный упадок.

## Планирование и архитектура

### Холмы
- Холм Акрополь.

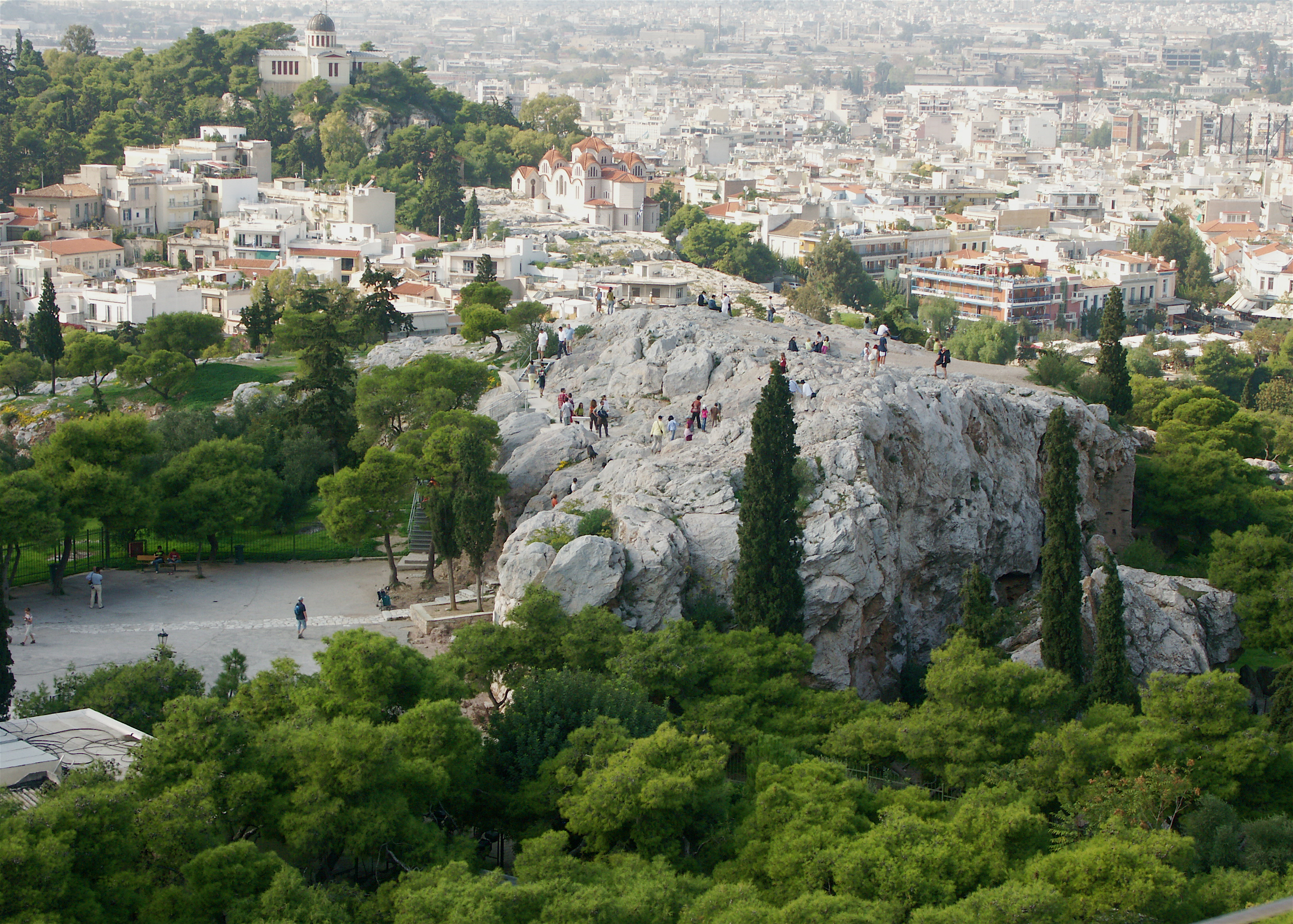
Холм Ареопаг, современные Афины

- Ареопаг, то есть холм Ареса — западнее Акрополя, дал своё имя высшему судебному и правительственному совету Древних Афин, который проводил свои заседания на склоне холма.
- Холм Нимф[греч.] — юго-западнее Ареопага.
- Пникс — полукруглый холм юго-западнее Ареопага; здесь первоначально проходили собрания экклесии, которые позже перенесли в театр Диониса.
- Мусейон, холм Муз, ныне известный как холм Филопаппа — южнее Пникса и Ареопага.

### Акрополь

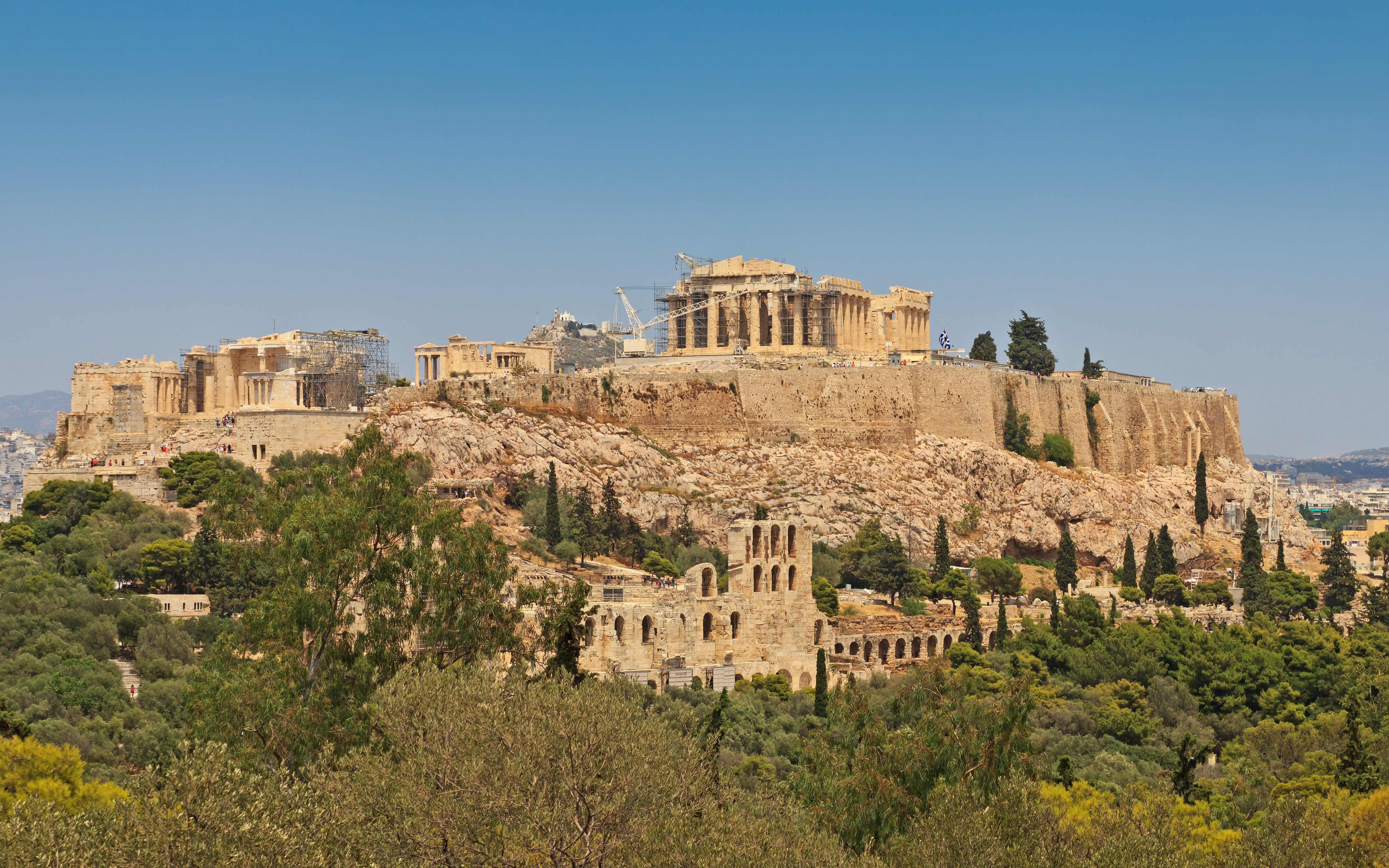
Афинский акрополь

Первоначально город занимал только верхнюю площадь крутого, доступного только с запада холма Акрополиса, служившего одновременно крепостью, политическим и религиозным центром, ядром всего города. По преданию, пеласги сравняли вершину холма, окружили её стенами и построили на западной стороне внешнее укрепление с 9 воротами, расположенными друг за другом. Внутри замка жили древние цари Аттики со своими жёнами. Здесь возвышался древний храм, посвящённый Афине Палладе, вместе с которой также почитались Посейдон и Эрехтей (следовательно посвящённый ему храм назывался Эрехтейон).
Золотой век Перикла был золотой эпохой и для Афинского акрополя. Прежде всего, Перикл поручил архитектору Иктину на месте старого разрушенного персами Гекатомпедонта (Храм Афины целомудренной) построить новый, более пышный Храм Афины Девы — Парфенон. Великолепие его усиливалось благодаря многочисленным статуям, которыми под руководством Фидия был украшен храм, как снаружи, так и внутри. Немедленно по окончании строительства Парфенона, который служил сокровищницей богов и для празднования Панафиней, в 438 до н. э. Перикл поручил архитектору Мнесиклу сооружение новых великолепных ворот при входе на акрополь — Пропилей (437—432 до н. э). Лестница из мраморных плит, извиваясь, вела по западному склону холма к портике, который состоял из 6 дорических колонн, промежутки между которыми симметрично уменьшались с обеих сторон.

### Агора

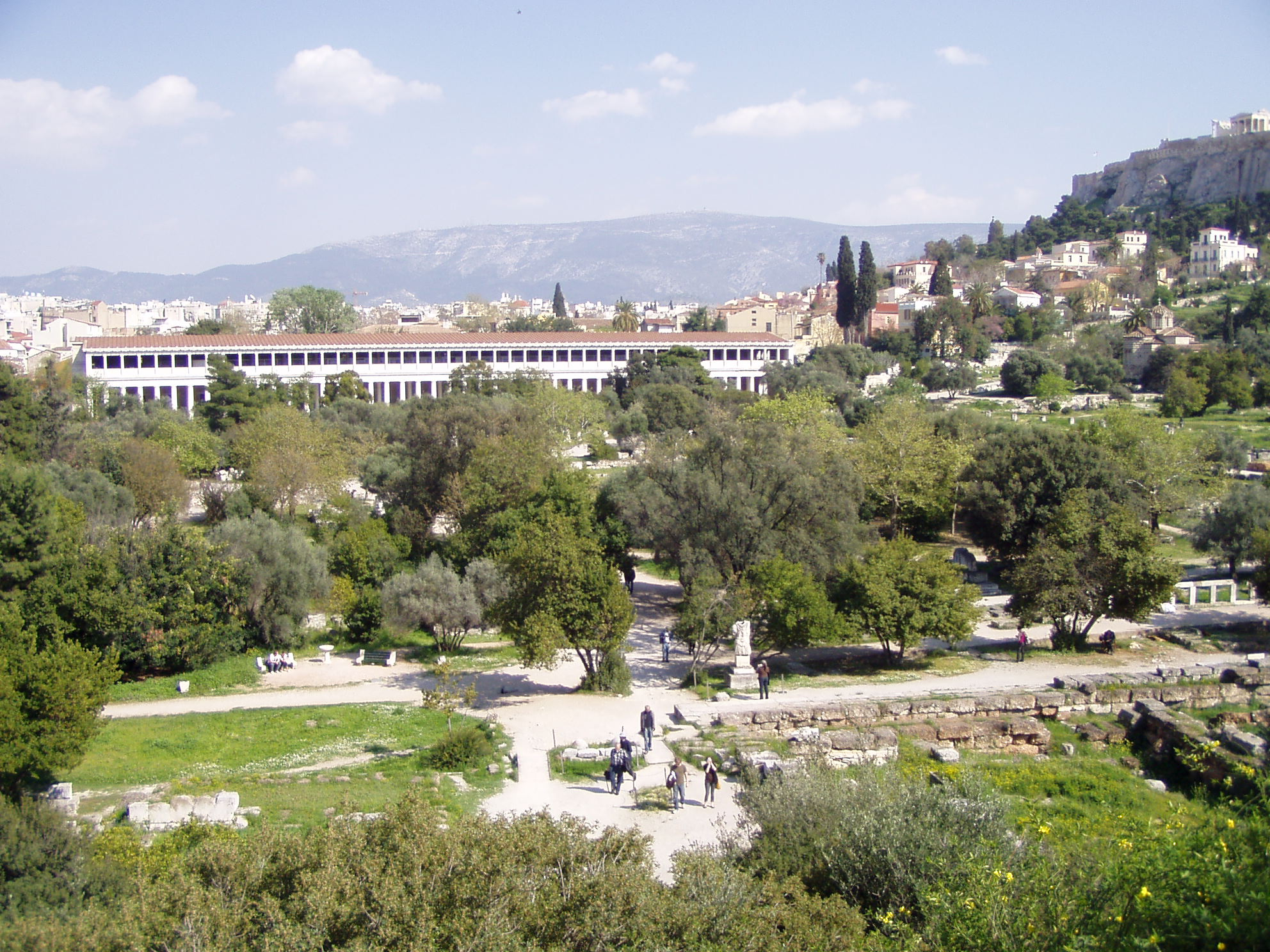
Афинская агора

Часть населения, подвластного владельцам крепости (акрополя), со временем поселилась у подошвы холма, главным образом на южной и юго-восточной его стороне. Именно здесь находились древнейшие святилища города, в частности посвящённые Олимпийскому Зевсу, Аполлону, Дионису. Затем появились поселения по склонам, которые тянутся к западу от Акрополя. Нижний город расширился ещё больше, когда вследствие объединения различных частей, на которые в древнейшие времена разделялась Аттика, в одно политическое целое (предание приписывает это Тесею), Афины стали столицей объединённого государства. Постепенно в течение последующих столетий город заселялся также и с северной стороны Акрополя. Здесь преимущественно селились ремесленники, а именно члены уважаемого и многочисленного в Афинах класса гончаров, следовательно, значительный квартал города к востоку от Акрополя получил название Керамик (то есть квартал гончаров).
Наконец в эпоху Писистрата и его сыновей был сооружён алтарь 12 богам в южной части новой Агоры (рынка), что располагалась у северо-западной подошвы Акрополя. Причём от Агоры измерялись расстояния всех местностей, соединённых дорогами с городом. Писистрат также начал строительство в нижнем городе колоссального Храма Зевса Олимпийского к востоку от Акрополя, а на самой высокой точке холма Акрополис — Храма Афины целомудренной (Гекатомпедонт).

### Ворота
Среди основных въездных афинских ворот были:
- на западе: Дипилонские ворота, ведущие из центра района Керамик к Академии. Ворота считались священными, поскольку от них начинался священный Элефсинский путь. Ворота рыцаря находились между Холмом нимф и Пниксом. Пирейские ворота — между Пниксом и Мусейоном, вели к проезжей дороге между длинными стенами, которые в свою очередь вели к Пирею. Милетские ворота названы так потому, что вели к дему Милет в пределах Афин (не путать с полисом Милет).
- на юге: ворота мертвецов находились вблизи холма Мусейон. С Итонийских ворот на берегу реки Илиссос начиналась дорога на Фалирон.
- на востоке: ворота Диохара вела к Ликею. Диомейские ворота получила такое название, поскольку вели к дему Диомею, а также холму Киносаргу.
- на севере: Акарнийские ворота вели к дему Акарнею.

### Районы

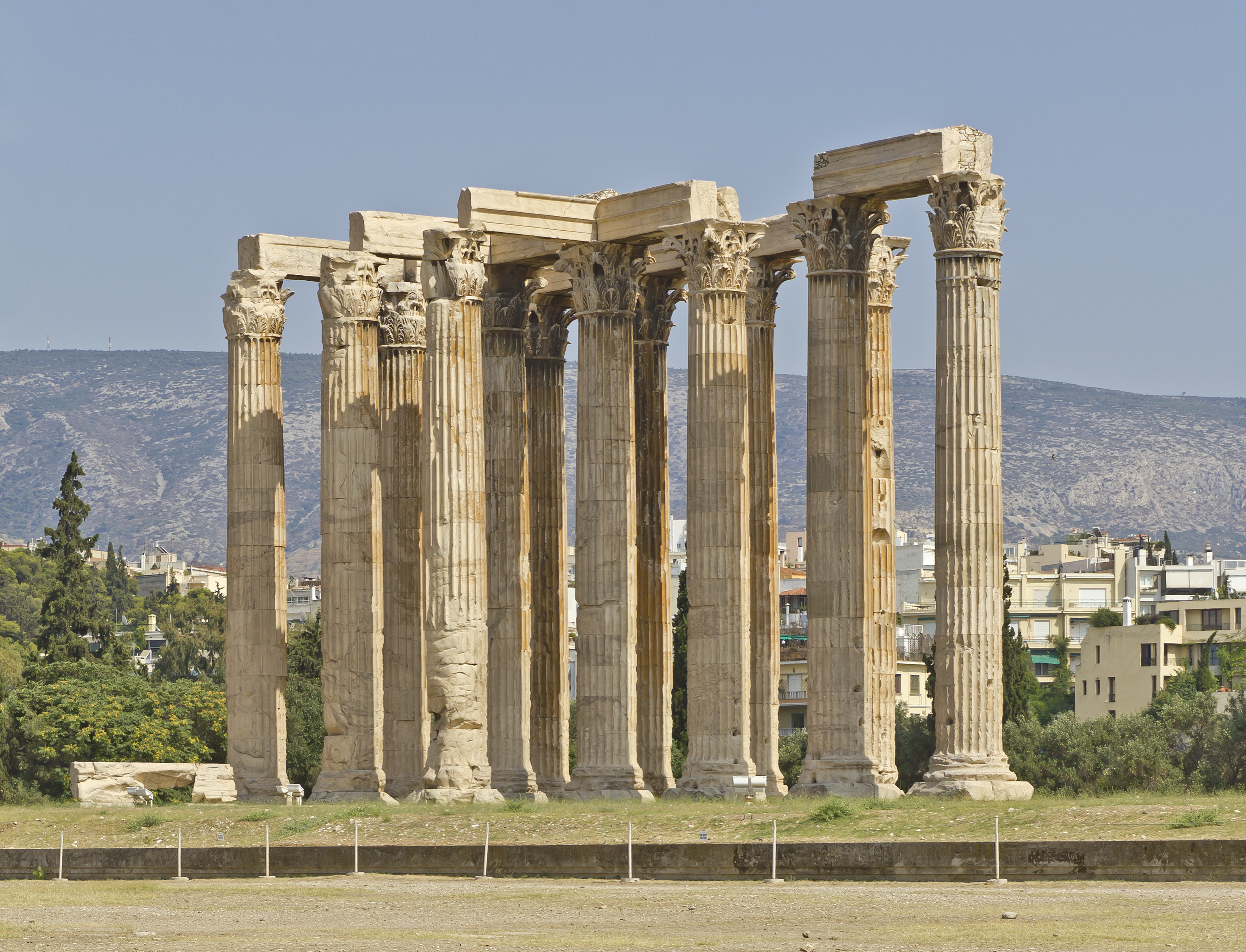
Храм Зевса Олимпийского, наши дни

- Внутренний Керамик, или «Квартал гончаров».
- Дем Милет в западной части города, южнее Внутреннего Керамика.
- Дем Гиппий Колонос — считался наиболее аристократическим среди всех демов полиса Древних Афин.
- Дем Скамбониде в северной части города и восточнее Внутреннего Керамика.
- Коллитос — южный район города, лежал южнее Акрополя.
- Коеле — район на юго-западе города.
- Лимна — район к востоку от дема Милет и района Коллитос, занимал территорию между Акрополем и рекой Илиссос.
- Диомея — район в восточной части города, рядом с Диомейскими воротами и Киносаргом.
- Агре — район южнее Диомеи.

### Пригород

Карта окрестностей античных Афин

- Внешний Керамик располагался на северо-запад от города, считался лучшим пригородом Афин. Здесь хоронили афинян, павших в войне, а в дальнем конце района существовала Академия на расстоянии 6 стадий от города.
- Киносарг располагался восточнее города, напротив реки Илиссос, граничил с Диомейскими воротами и гимназией, посвящённой Гераклу, в которой учил киник Антисфен.
- Ликей — располагался восточнее города. В этом районе существовала гимназия, посвящённая Аполлону Ликейскому, известная тем, что там учил своих учеников Аристотель.

### Улицы

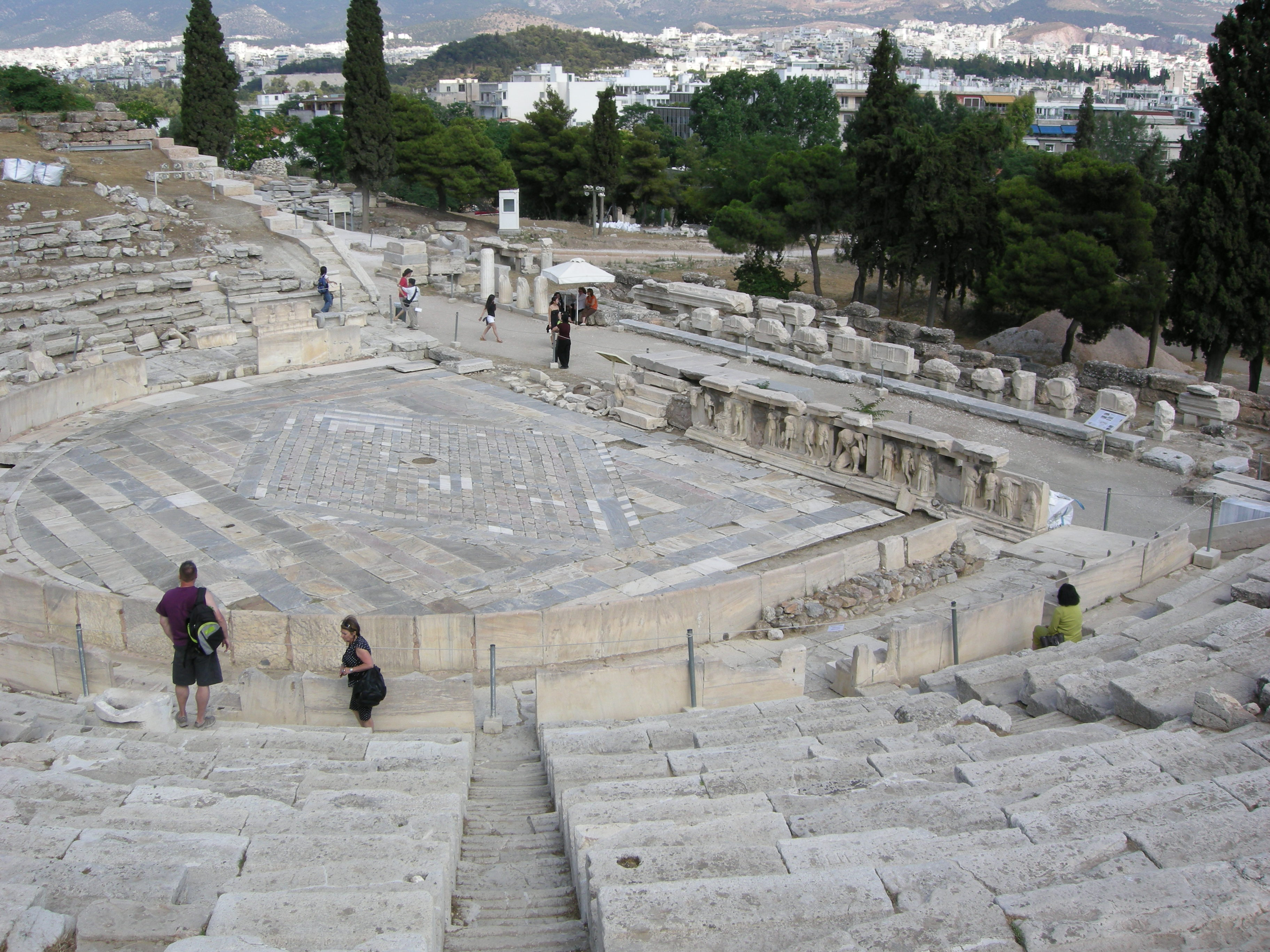
Театр Диониса, Афинский акрополь

Среди наиболее важных улиц Афин были:
- Улица Дромос, центральная, наиболее широкая, красивая и богатая улица Афин, которая шла от Дипилонских ворот к агоре.
- Улица Пирея, которая вела от пирейских ворот к Афинской агоре южнее Дромоса.
- Панафинейский путь шёл по Дромосу от Дипилонских ворот через агору к Афинскому акрополю. Панафинейским путём происходило торжественное шествие во время Панафинейских праздников.
- Улица Триподы располагалась южнее и восточнее Акрополя. На улице Треножников в археологических зонах находятся фундаменты треножников — наград победителям в театральных состязаниях и «Башня ветров».

### Общественные здания
- Храмы. Из них наиболее важное значение имел Олимпейон, или Храм Зевса Олимпийского, расположенный юго-восточнее Акрополя, вблизи реки Илиссос и фонтана Каллирое. Среди других храмов Афин: Храм Гефеста — расположен к западу от агоры; Храм Ареса — на севере агоры; Метроон, или храм Матери богов — на западной стороне агоры. Кроме этих основных существовало множество меньших храмов во всех районах города.
- Булевтерий был возведён в западной части агоры.
- Толос — округлое здание вблизи Булевтерия, построенное в 470 до н. э. Кимоном, который был избран в Совет пятисот. В Толосе члены совета питались, а также осуществляли приношение жертв.

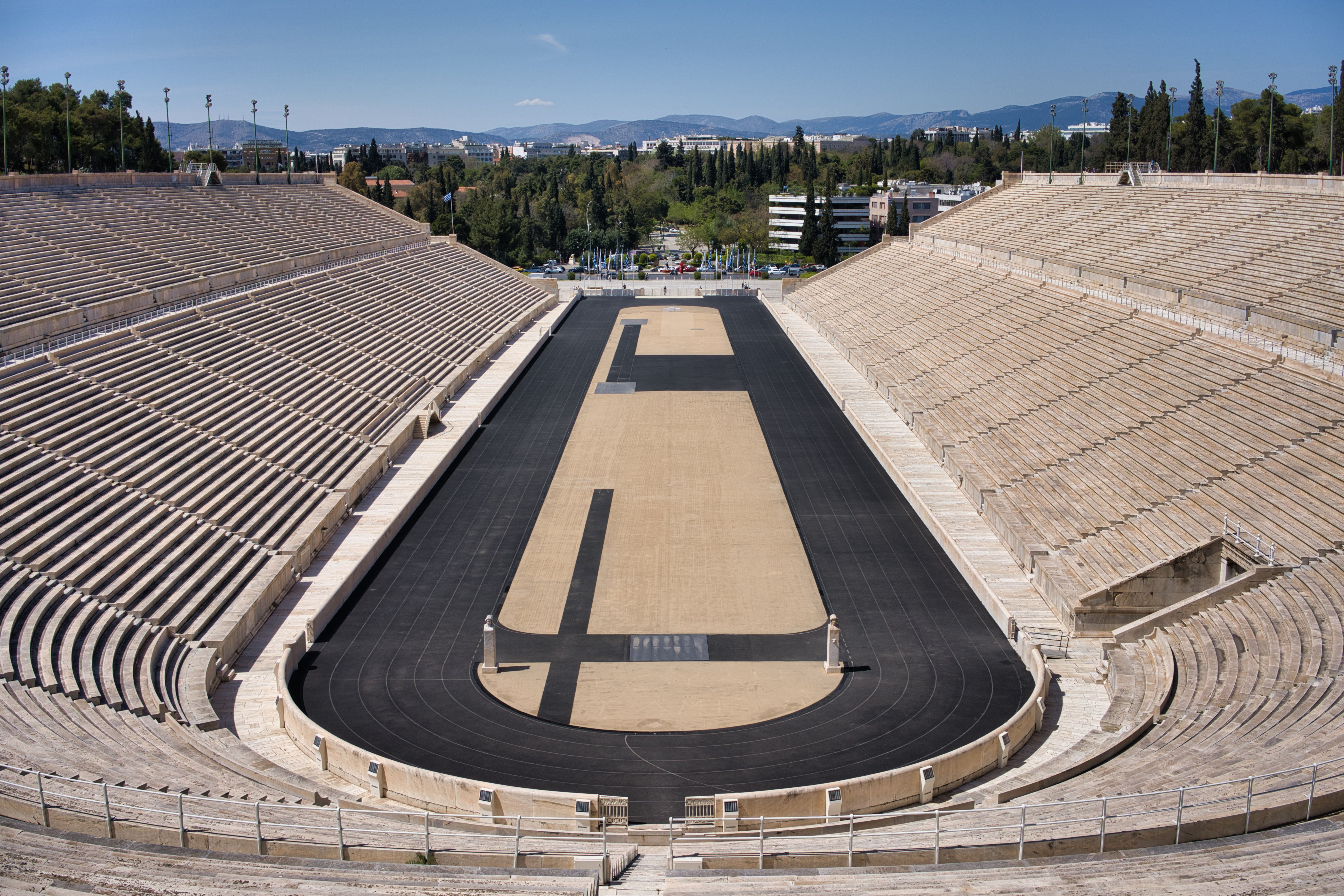
Стадион Панатинаикос, современный вид

- Стоа — открытые колоннады, использовались афинянами в качестве места отдыха в разгар дня, их было несколько в Афинах.
- Театры. Самым первым театром в Афинах был театр Диониса на юго-восточном склоне Акрополя, долгое время он оставался крупнейшим театром афинского государства. Кроме того, существовал Одеон для участия в конкурсах по вокалу и исполнения инструментальной музыки.
- Стадион Панатинаикос располагался на берегу реки Илиссос в районе Агре, здесь проводились спортивные события Панафинейских праздников. На стадионе Панатинаикос состоялись Первые Олимпийские игры современности в 1896 году.
- Римские рынок и библиотека Адриана находятся за речкой Эридан, ограничивавшей агору с севера. Ныне это богатая археологическая зона.

## Социально-экономическое развитие

### Специализация
К VII—VI вв. до н. э. Афины стали важным центром по производству серебра, так как именно им принадлежали древние Лаврийские рудники. Кроме того, важнейшим экспортным товаром Афин были оливки и оливковое масло.
В указанный период и вплоть до IV в. до н. э. Аттика была центром античного керамического производства. Афинские вазописцы достигли непревзойдённого мастерства в чернофигурной росписи сосудов. Афинские вазы продавались по всей Элладе и экспортировались в другие страны.